# Othello Molineaux
Othello Molineaux (Longdenville, 1939) è un percussionista trinidadiano.
Famoso per aver accompagnato Jaco Pastorius e altri musicisti jazz e rock, ha reso la steel drum uno strumento chiave per le formazioni jazz, fino ad allora considerate più "classiche".

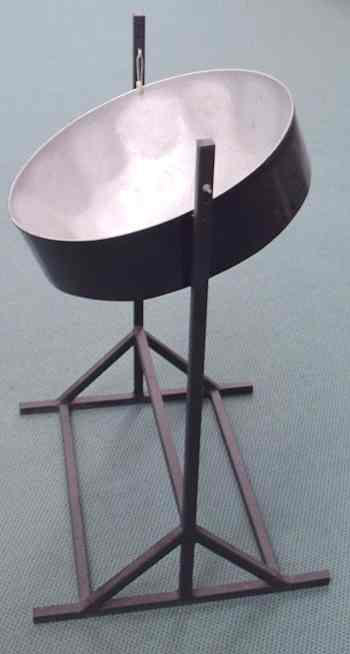
steel drum

## Discografia

### Come leader
- Othello Molineaux, It's About Time, Big World, 1993.

### Come accompagnamento
- Jaco Pastorius, Jaco Pastorius[collegamento interrotto], Epic/Legacy, 1976.
- Monty Alexander Quintet, Ivory & Steel, Concord Jazz, 1980.
- Jaco Pastorius, Birthday Concert, Warner Bros. Records, 1981.
- Jaco Pastorius, Word of Mouth, Warner Bros. Records, 1981.
- Johansen David, Here Comes the Night, Razor & Tie, 1982.
- Jaco Pastorius, Invitation, Warner Bros. Records, 1983.
- Monty Alexander, Jamboree: Monty Alexander's Ivory and Steel[collegamento interrotto], Concord Jazz, 1988.
- Randy Bernsen, Paradise Citizens, Zebra Records, 1988.
- Eliane Elias, A Long Story, Blue Note Records, 1991.
- Roberto Perera, Passions, Illusions and Fantasies, Oxymoron, 1991.
- Monty Alexander, Caribbean Circle, Chesky, 1992.
- George Tandy, Urban Jazz[collegamento interrotto], Eltan Records, 1992.
- Flying Monkey Orchestra, Mango Theory, Monkeyville, 1995.
- Ahmad Jamal, Nature: The Essence, Pt. 3, Atlantic Records, 1998.
- Monty Alexander, Ballad Essentials, Concord Jazz, 2000.
- Jaco Pastorius, Incontournables, Wea International, 2000.
- Monty Alexander, Island Grooves: Jamboree and Ivory and Steel, Concord Jazz, 2000.
- Jaco Pastorius Big Band, Twins Live in Japan 1982, WEA International, 2000.
- Charles Benavent, Fenix, Nuevos Medios, 2001.
- Chicago, The Very Best of Chicago: Only the Beginning, Rhino Records, 2003.
- Chicago, Chicago Story: The Complete Greatest Hits 1967-2002[collegamento interrotto], WEA International, 2002.
- Chicago, Chicago X, Rhino Records, 2003.
- Chicago, Chicago: The Box, Rhino Records, 2003.
- Jaco Pastorius, Punk Jazz: The Jaco Pastorius, Warner Bros. Records, 2003.
- Jaco Pastorius, Gospel for J.F.P. III, Moonjune, 2005.
- Rob Whitlock, Sketchin', Vol. 2, Sketchin', 2005.
- Habana Abierta, Boomerang[collegamento interrotto], EMI, 2006.
- Jaco Pastorius Big Band, Word Is Out, Heads Up, 2006.
- David Johansen, Here Comes the Night, American Beat, 2007.
- Jaco Pastorius, Live and Outrageous[collegamento interrotto], Shanachie Records, 2007.
- Jaco Pastorius, Ultimate Jaco Pastorious, Mosaic Contemporary, 2007.